# Chinookzalm
De chinookzalm of quinnat (Oncorhynchus tshawytscha; afgeleid van het Russische чавыча; 'tsjavytsja'), een beenvis is de grootste van de Pacifische zalmen. De vis staat bij de Amerikanen ook bekend als koningszalm, springzalm en ettelijke andere namen. De vis kan een lengte bereiken van 150 cm. De gebruikelijke gewichten liggen tussen de 9 (twee jaar op zee) en de 30 (5 à 6 jaar op zee) kg. De leeftijd van de paaiende vissen varieert van 2 tot 7 jaar. De hoogst geregistreerde leeftijd is 9 jaar.

## Verspreiding
Het verspreidingsgebied loopt van de Baai van San Francisco tot de Tsjoektsjenzee in Rusland. Ze komen op onregelmatige basis voor in noordelijke Pacifische kustwateren.
Chinooks zijn ook met succes uitgezet in Zuid-Amerika, met name Zuid-Chili, in de Grote Meren op de grens van de VS en Canada en in Nieuw-Zeeland.

## Herkenning

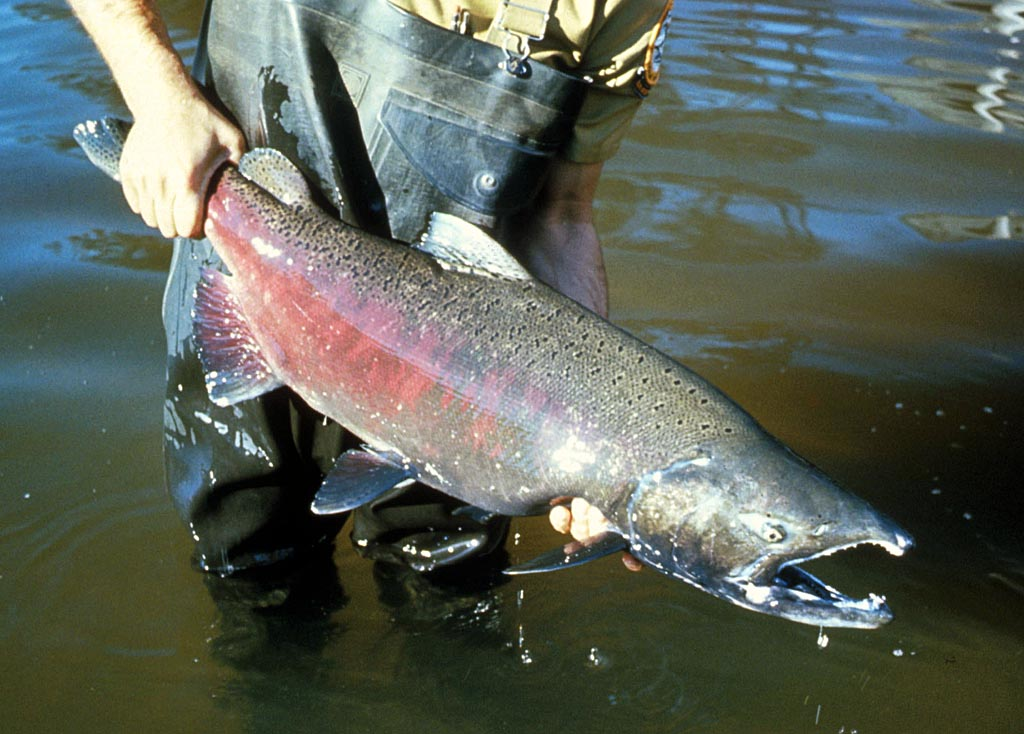
Winterchinookzalm

De chinookzalm is een goed geproportioneerde, gestroomlijnde vis, zilverachtig aan de zijkanten en met een donkere rug. Zwarte vlekjes lopen van achter de kieuwdeksel via de rug tot aan het staartgedeelte. Ook op de rugvin en staartvin komen zwarte vlekjes voor. De chinook is relatief grofbeschubd. De flanken zijn in de winter voorzien van een purperachtig zweem, dat in de zomer zwart wordt.
Een onmiskenbaar kenmerk van de chinookzalm is het zwarte tandvlees. De bek is voorzien van goed ontwikkelde scherpe tanden. Aan de vissige okselgeur kan de vis ook prima herkend worden.

## Leefomgeving en levenswijze
De chinookzalm blijft vaak in de buurt van de kust. Hij zoekt wel gedurende een bepaalde tijd de noordelijke gedeelten van het verspreidingsgebied om op te groeien. Hij is vaak te vinden in losse scholen bij bijzondere structuren langs de kust, zoals onderwaterbergen, riffen, zandbanken en kuilen.
Op een bepaalde plaats langs de kust kan zowel zomer- als winterchinook voorkomen. De winterchinooks zijn vissen die ook in de winter langs deze kust blijven en de zomerchinooks trekken in het zomerseizoen vlak langs de kust op weg naar hun paairivieren.
De lokale zalmen blijven ook in de zomer op grote diepte, zodat in de zomer de scholen ruimtelijk gescheiden blijven doordat de zomervorm tientallen meters boven de wintervorm uitzwemt.
Het is opvallend dat in veel streken de trekkende chinookzalm niet verder dan 100 meter uit de kust komt. Het is ook een vis die licht mijdt, zodat hij overdag op dieptes van 60 tot 80 meter voorkomt, maar 's ochtends vroeg wel op dieptes van minder dan een meter gezien wordt. Over het algemeen bevindt hij zich op waterdieptes van circa 15 meter.
De chinookzalm zoekt ook scholen op van de favoriete prooien als haring en pijlinktvis. De chinook is een typische viseter, vandaar de scherpe tanden en de snelle groei.

## Relatie tot de mens
De chinookzalm is voor de visserij van groot commercieel belang. Het visvlees heeft noch een flauwe, noch een zeer uitgesproken smaak. Vis die in de winter wordt gevangen, heeft wat meer vet, zodat deze voor de keuken geprefereerd wordt.
Voor de hengelsport is dit ook een zeer gewilde soort vanwege het grote formaat. De zalmen zijn ontzettend krachtig, maar leveren minder spektakel in de vorm van sprongen en dergelijke dan de cohozalm.
In de Yukon vindt jaarlijks de langste trek plaats, sommige vissen leggen ruim 3000 kilometer af. Sedert 1958 werd nabij Whitehorse een hydro-elektrische dam gebouwd, waardoor de vissen (net als de rivierforel) hun paaigronden niet meer konden bereiken. Daarop werd de grootste vistrap ter wereld gebouwd.